# 軍浦消防署
軍浦消防署（クンポしょうぼうしょ）は京畿道消防災難本部所属の消防署である。

## 管轄区域
- 軍浦市

## 沿革
- 1990年3月24日 - 安養消防署から分離して開設。業務開始。管轄区域は軍浦市、儀旺市。
- 1995年12月23日 - 現在の庁舎に移転。
- 1998年12月29日 - 儀旺市のうち内蓀1洞と2洞、清渓洞を果川消防署に移管。管轄区域が軍浦市、儀旺市（内蓀1洞と2洞、清渓洞を除く）となる。
- 2007年6月8日 - 義王消防署開設に伴い、管轄区域が軍浦市になる。

## 119安全センター
| 119安全センター     | 住所                   | 管轄区域                                      | 地域隊 |
| ------------------- | ---------------------- | --------------------------------------------- | ------ |
| 五禁119安全センター | 軍浦市古桟路429        | 軍浦市（山本119安全センターの管轄区域を除く） |        |
| 山本119安全センター | 軍浦市山本路432番ギル1 | 軍浦市のうち山本1洞、山本2洞、光亭洞、宮内洞  |        |